# Kanton Roanne-Sud
Kanton Roanne-Sud (francouzsky Canton de Roanne-Sud) je francouzský kanton v departementu Loire v regionu Rhône-Alpes. Tvoří ho 9 obcí.

## Obce kantonu
- Lentigny
- Ouches
- Pouilly-les-Nonains
- Riorges
- Roanne (část)
- Saint-Jean-Saint-Maurice-sur-Loire
- Saint-Léger-sur-Roanne
- Villemontais
- Villerest